# XVIII wiek p.n.e.

XVIII wiek p.n.e.

XX wiek p.n.e. XIX wiek p.n.e. XVIII wiek p.n.e. XVII wiek p.n.e. XVI wiek p.n.e.

## Zmarli
- 1781 p.n.e. – Szamszi-Adad, władca Aszur
- 1750 p.n.e. – Hammurabi, król Babilonii

## Wydarzenia na świecie
Wydarzenia w Azji
- około 1800 p.n.e. – początek schyłkowej fazy życia miejskiego nad Indusem
- 1792 p.n.e. – początek panowania Hammurabiego
- 1787 p.n.e. – Hammurabi podbił Uruk i Isin
- około 1766 p.n.e. – chiński król Tang zapoczątkował rządy dynastii Shang w Chinach
- 1757 p.n.e. – Hammurabi zniszczył miasto Mari
- ok. 1750 p.n.e. - wielkie trzęsienie ziemi kończy epokę brązu na Cyprze

Wydarzenia w Afryce
- około 1800 p.n.e. – początek obróbki brązu w Egipcie
- około 1785 p.n.e. – pod rządami trzynastej dynastii rozpoczął się upadek Średniego Państwa w Egipcie
- około 1730 p.n.e. – we wschodniej Delcie Nilu pojawili się Hyksosi

Wydarzenia w Ameryce
- około 1800 p.n.e. – intensyfikacja rolnictwa w Peru, pojawiły się ośrodki kultowe budowane w kształcie litery U
- około 1750 p.n.e. – w Peru pojawiła się ceramika